# Adrian Branch
Adrian Francis Branch (ur. 17 listopada 1963 w Waszyngtonie) – amerykański koszykarz, występujący na pozycji rzucającego obrońcy, mistrz NBA z 1987 roku. Po zakończeniu kariery sportowej został komentatorem spotkań koszykarskich.
W 1981 wystąpił w meczu gwiazd amerykańskich szkół średnich - McDonald’s All-American.
W 2004 roku komentował spotkania Charlotte Bobcats, w 2007 roku dołączył zespołu komentatorów ESPN.

## Osiągnięcia
Na podstawie, o ile nie zaznaczono inaczej.
NCAA
- Uczestnik rozgrywek:
  - Sweet Sixteen turnieju NCAA (1984, 1985)
  - turnieju NCAA (1983, 1984, 1985)
- Mistrz turnieju konferencji Atlantic Coast (ACC – 1984)
- Zaliczony do I składu:
  - konferencji ACC (1985)
  - All American Honorable Mention (2x)
- Laureat wyróżnienia “ACC Legend” (2004)

NBA
- Mistrz NBA (1987)[4]